# Akzisehaus (Templin)

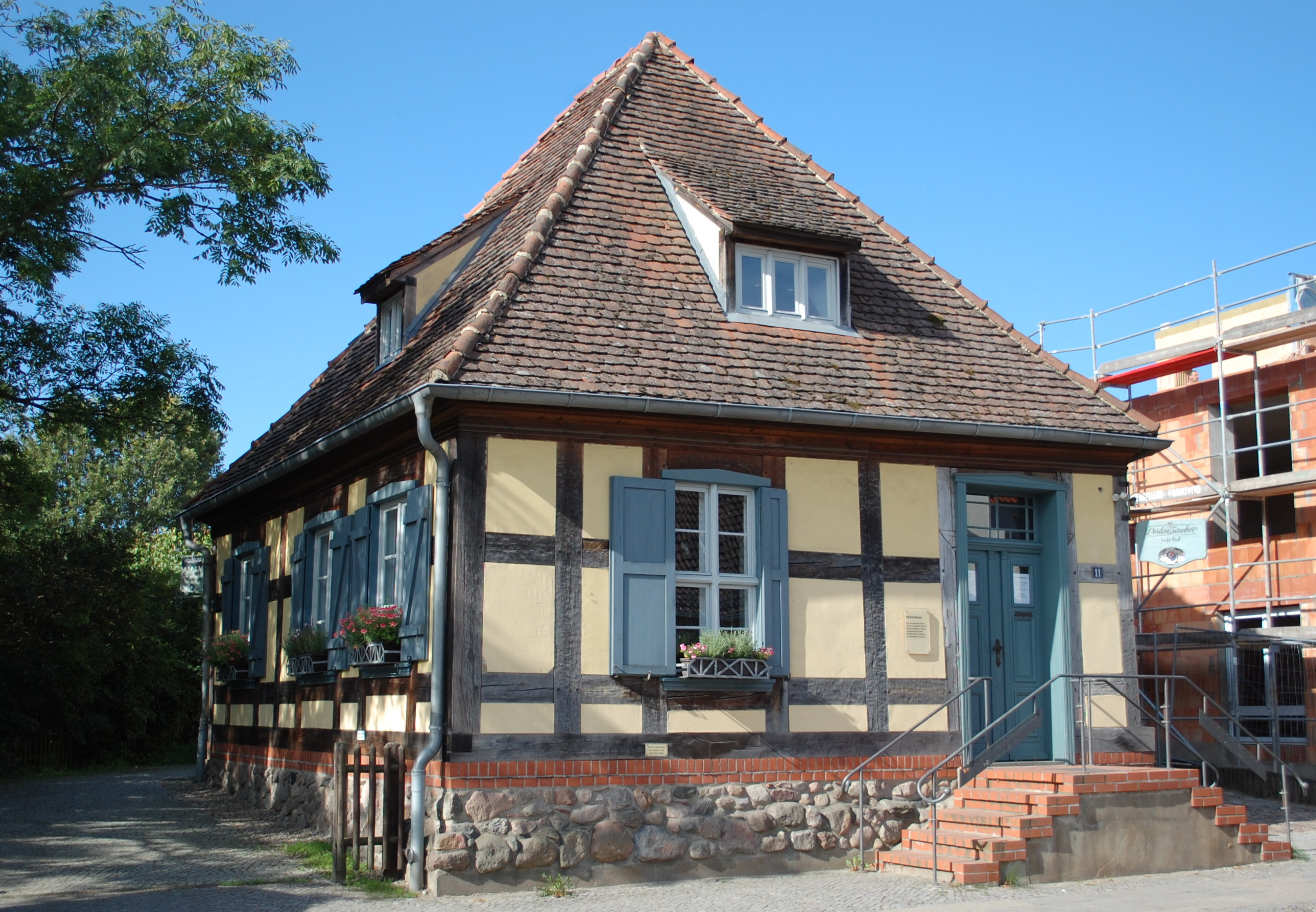
Akzisehaus

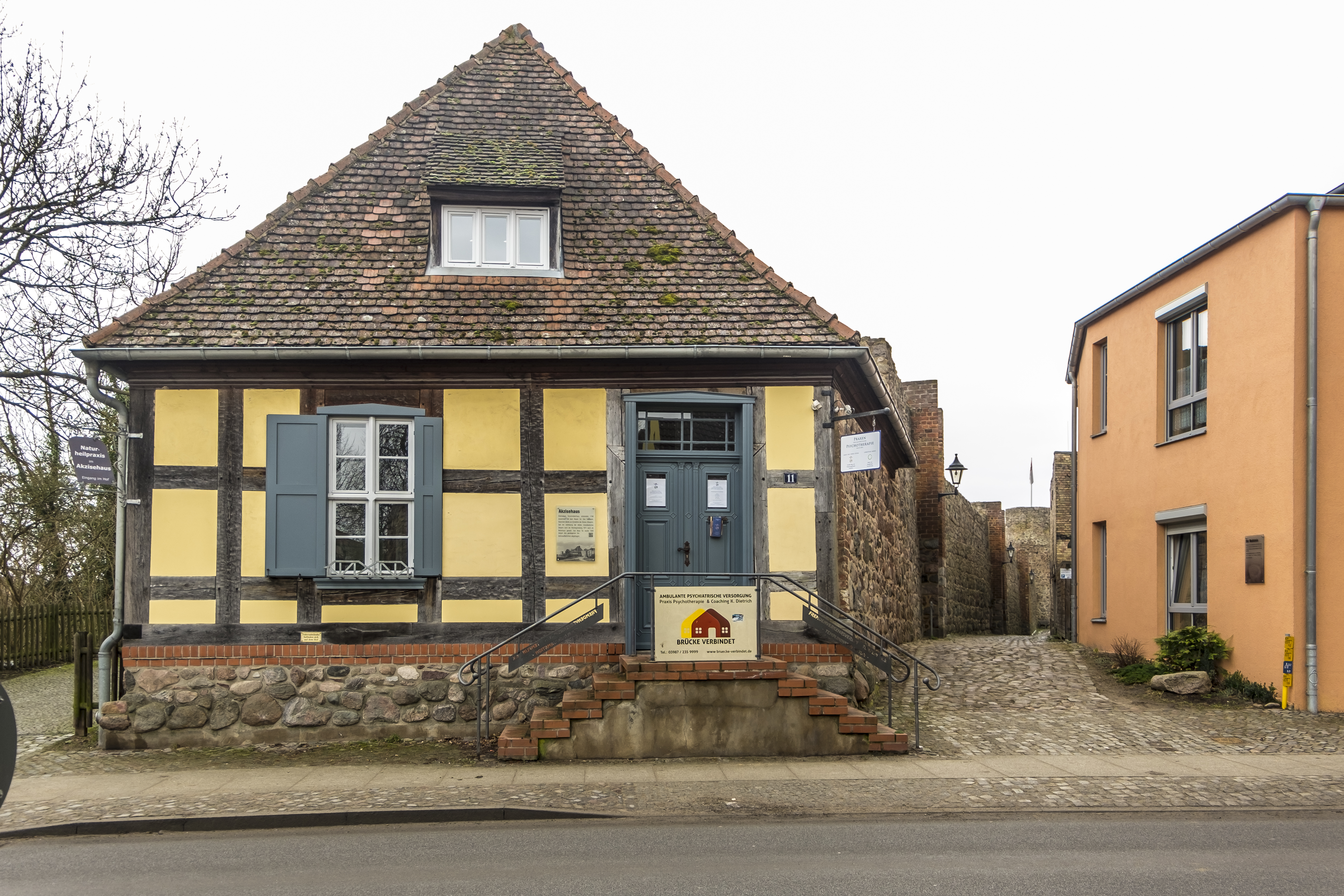
Das Akzisehaus mit Stadtmauer

Das Akzisehaus ist ein historisches Gebäude in Templin in Brandenburg.
Es befindet sich auf der Südseite der Oberen Mühlenstraße im Südosten der Templiner Altstadt an der Adresse Obere Mühlenstraße 11.
Das Fachwerkhaus wurde im Jahr 1768 gemeinsam mit dem Neuen Tor der Templiner Stadtbefestigung errichtet. Am Akzisehaus (siehe: Akzise) wurden Steuern und Zölle erhoben. So wurden in die Stadt eingeführte Lebensmittel besteuert und auch ein Dammzoll von Durchreisenden eingezogen. Über die Straße spannte sich ein Torbogen, der nach 1960 abgerissen wurde.
Das Gebäude wurde später von der Templiner Tourismusinformation genutzt.